# U-560
Unterseeboot 560 foi um submarino alemão do Tipo VIIC, pertencente a Kriegsmarine que atuou durante a Segunda Guerra Mundial.

## Comandantes
| Comandante                    | Data                                           |
| ----------------------------- | ---------------------------------------------- |
| Oblt. Hans-Jürgen Zetzsche    | 6 de março de 1941 - 24 de agosto de 1941      |
| Oblt. Ernst Cordes            | 25 de agosto de 1941 - 15 de julho de 1942     |
| Kptlt. Konstantin von Rappard | 16 de julho de 1942 - 31 de agosto de 1943     |
| Oblt. Helmut Wicke            | 1 de setembro de 1943 - 12 de dezembro de 1943 |
| Oblt. Paul Jacobs             | 13 de dezembro de 1943 - 3 de maio de 1945     |

## Subordinação
Durante o seu tempo de serviço, esteve subordinado às seguintes flotilhas:
| Período                                         | Flotilha                                      |
| ----------------------------------------------- | --------------------------------------------- |
| 6 de março de 1941 - 30 de novembro de 1943     | 14. Unterseebootsflottille (treinamento)      |
| 1 de dezembro de 1943 - 28 de fevereiro de 1945 | 22. Unterseebootsflottille (submarino escola) |
| 1 de março de 1945 - 3 de maio de 1945          | 31. Unterseebootsflottille (treinamento)      |